# Ладовский, Николай Александрович
Никола́й Алекса́ндрович Ладо́вский (15 января 1881, Москва — 18 октября 1941, там же) — советский архитектор, творческий лидер рационализма, педагог. Член-корреспондент Академии архитектуры СССР (1934).

## Биография
О жизни, учёбе и творчестве Ладовского имеются довольно скудные сведения, так как его личный архив утрачен.
В 1914 году поступил на архитектурное отделение Московского училища живописи, ваяния и зодчества. Получил диплом об окончании училища в 36-летнем возрасте. Со слов самого Николая Александровича, до поступления в МУЖВЗ он уже имел 16-летнюю архитектурно-строительную практику, был лауреатом нескольких архитектурных конкурсов, заведовал технической стороной построек в Петербурге, а также имел опыт работы строителем и литейщиком. С 1918 года работал в архитектурной мастерской Моссовета, возглавляемой «старшим зодчим» И. В. Жолтовским и «главным мастером» А. В. Щусевым. К 1919 году Ладовский, не удовлетворённый направленностью работы мастерской, возглавил творческую оппозицию против Жолтовского. В мае 1919 года вошёл в созданную при отделе ИЗО Наркомпроса Комиссию по разработке вопросов скульптурно-архитектурного синтеза (Синскульптарх, с ноября того же года — Живскульптарх). В Комиссии участвовал в дискуссиях на темы развития архитектуры и искусства, общих проблем формообразования, пространственных аспектов архитектуры, создавал многочисленные проекты, в которых экспериментировал с динамической композицией. В 1920 году состоялась выставка работ членов Живскульптарха, которая стала первой публичной демонстрацией новаторских направлений архитектуры; наибольшее впечатление на участников и посетителей выставки произвели проекты Ладовского. С этого времени Ладовского, до этого практически не известного в архитектурных кругах, стали воспринимать как лидера нового направления архитектуры — своеобразного антипода другому направлению (неоклассическому), возглавляемому Жолтовским.
С 1920 г. — преподаватель ВХУТЕИН / ВХУТЕМАС, а далее, после расформирования — МАРХИ. Создатель АСНОВА (1923) и Объединения архитекторов-урбанистов (АРУ) (1928). В основе творчества лежит принцип изобретения новых, свободных от стилистики предыдущих эпох форм. Разработал планировочную схему «развивающегося города» (1929), рассчитанную на его эволюционный рост и последовательную реконструкцию, так называемую «параболу Ладовского».
Рационалистов, как и их оппонентов-конструктивистов, обвинили в 1930-е годы в «следовании буржуазным взглядам на архитектуру», «в утопичности их проектов», «в буржуазном формализме».
Н. Ладовский, всеми забытый, умер в начале войны 1941 года. Урна с прахом в колумбарии Донского кладбища.

## Подход к образованию
Специфика образовательной системы Ладовского:
1. Создание учениками индивидуальных произведений (не стилизованных под Ладовского), спровоцированными его формообразующими идеями, причем уровень проектов в школе Ладовского меньше зависел от таланта ученика, чем в других творческих школах (что свидетельствует о максимальном обострении и стимулировании творческой потенции ученика).
2. При консультации учеников Ладовский не эскизировал сам, он только говорил и оценивал их эскизы.
3. При консультациях никогда не советовал смотреть образцы, чтобы ученик не переходил на копирование, а создавал своё новое; учил пониманию основных принципов архитектуры не на анализе прошлого опыта и новой техники и материалов, а на логическом анализе формы.
4. Формирование рационализма (как нового в искусстве направления), путём прививания ученикам понимания таких основ формообразования, которые присущи архитектуре всех веков и не зависят от смены стилей и вкусов, а также суровая и логическая критика необоснованных эскизов.
5. Ладовский ставил творческие задачи, устно излагая задания, для решения которых необходимо было создать совершенно своеобразную объемно-пространственную композицию; постановка задания была, как правило, такой, что, направляя мысль ученика, она не стимулировала поисков аналогий в прошлом.

## Парабола Ладовского
Ладовскому принадлежит один из ранних планов развития Москвы, предшественник Генерального плана реконструкции Москвы. По Ладовскому, при традиционном развитии в радиально-кольцевом городе кольца вынуждены расти одно за счёт другого, что не может не привести к конфликту: используя метафорическое сравнение с человеческой физиологией, архитектор объяснял, что старый сосуд лопнет, если в него попадёт слишком много новой крови. Ладовский предложил «разомкнуть» одно из колец и дать городу возможность динамического развития в заданном направлении (вдоль «оси»). Москва должна была принять форму параболы или кометы с историческим центром города в качестве ядра; осью должна была служить Тверская улица, переходящая в Ленинградское шоссе. Со временем Москва, развиваясь в северо-западном направлении, могла слиться с Ленинградом. По основной планировочной схеме «парабола» Ладовского близка к концепции «динаполиса» греческого архитектора К. Доксиадиса, появившейся в послевоенные годы.

## Постройки
- Жилой комплекс с общественным корпусом РЖСКТ «Крестьянская газета» (1928—1931, Москва, Тверская улица, дом 6 строения 3 и 5)[14];
- Наземный вестибюль станции метро «Красные Ворота» (1935, Москва, Площадь Красные Ворота);
- Перронный зал станции метро «Дзержинская» (ныне «Лубянка») (1934—1935, Москва).

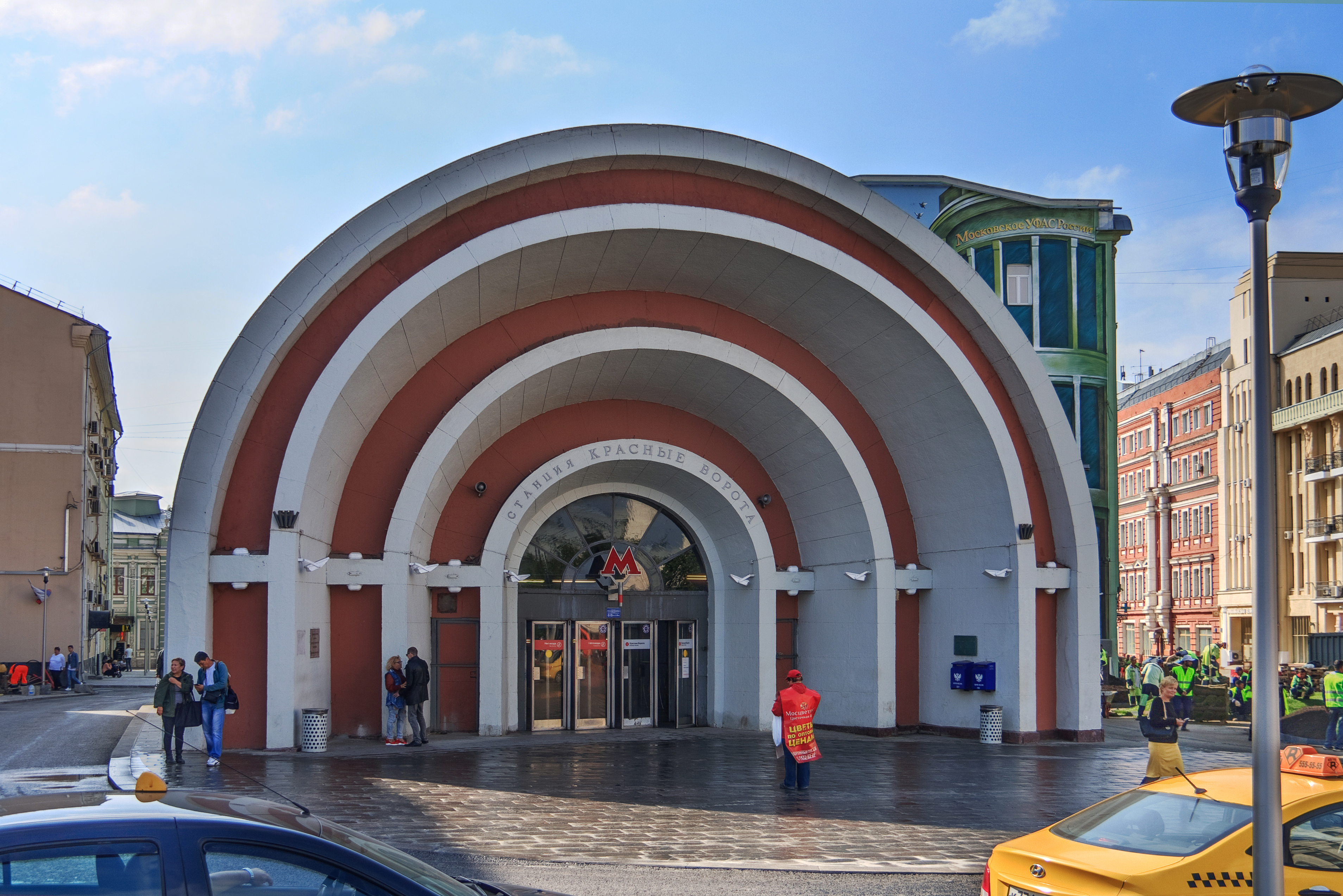
Южный наземный вестибюль станции метро «Красные Ворота»